# Heterorrhina borneensis
Heterorrhina borneensis är en skalbaggsart som beskrevs av Wallace 1867. Heterorrhina borneensis ingår i släktet Heterorrhina och familjen Cetoniidae. Utöver nominatformen finns också underarten H. b. sumatrensis.